# عبدالعزیز الحماد
عبدالعزیز الحماد (عربی: محمد المفرح؛ ۷ ژوئیهٔ ۱۹۴۶ – ۱۷ ژوئن ۲۰۱۰) کارگردان و بازیگر تلویزیون اهل عربستان سعودی بود. او یکی از پیشگامان هنر در سبک درام در عربستان سعودی است. مشهورترین اثر وی برنامه محبوب رادیویی «ساوالیف الناس» است که خود او آن را نوشت و کارگردانی کرد. اولین نمایشگاه هنری وی در اواسط دهه ۱۹۷۰ در ریاض برگزار شد.
الحماد در ۱۷ ژوئن ۲۰۱۰ بر اثر سرطان درگذشت.